# Heckenransbach
Heckenransbach est une ancienne commune de Moselle, en Lorraine, en région Grand Est ; elle est une annexe de Ernestviller depuis 1811.

## Géographie
- Situé au sud-est de Ernestviller.

## Toponymie
- Ramespach (1149), Ramesbach & Ransbach (1196), Ramspach (1197), Ransbach & Kanspach (1544), Hecken-Ranspach & HeckenRanspach (1779), Hekenransbach (1793), Heckenrausback (1801), Heckenranschbach (carte de l'Etat-major).
- En Francique lorrain: Heckeeronschboch et Héggeronschbach.

## Histoire
- Le lieu est mentionné en 796 parmi les possessions de l’abbaye de Hornbach.
- Le village est longtemps partagé entre le comté de Puttelange et le comté de Bliescastel (Empire). La partie allemande est cédée à la France par le traité du 16 novembre 1782.
- Anciennement chef-lieu d'une paroisse de l'archiprêtré de Saint-Arnuald, dépendant de l'abbaye de Wadgasse.
- À l'époque ou cette localité avait le statut de commune, elle s'appelait Hekenransbach puis Heckenrausback.
- Elle est en 1790 dans le canton de Puttelange, puis en 1802 dans celui de Sarralbe.
- Elle est rattachée à Ernestviller par un décret du 28 décembre 1811.

## Démographie
| 1793 | 1800 | 1806 | 1900 |
| ---- | ---- | ---- | ---- |
| 323  | 128  | 161  | 117  |

## Lieux et monuments
- Chapelle (Église Notre-Dame-de-la-Visitation), la tour adjacente fut érigée au XIIIe siècle. Elle fut classée monument historique de Moselle le 16 février 1930
- puits à balancier.